# Theodor W. Adorno

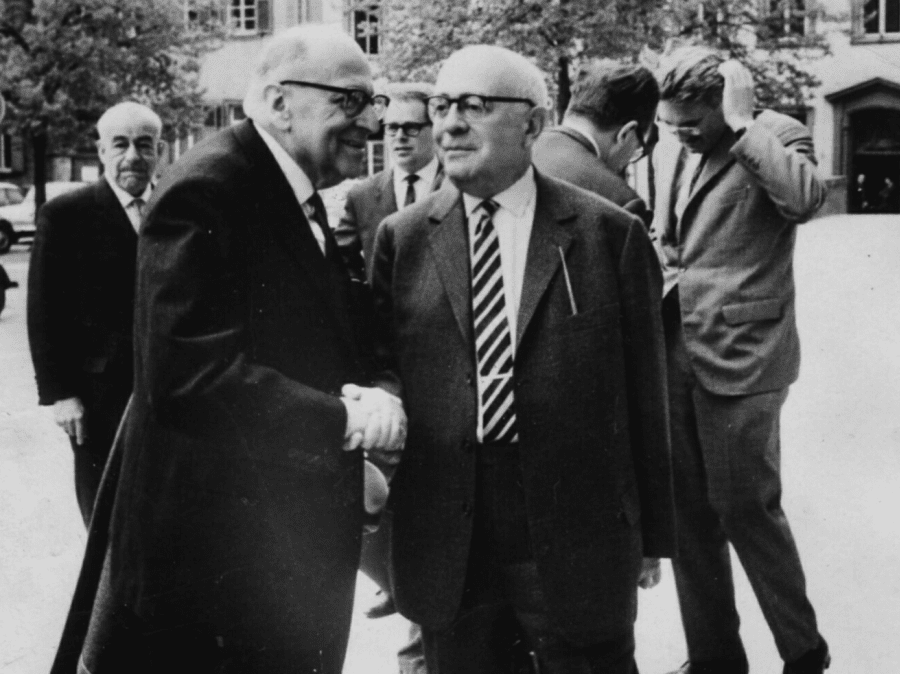
Adorno (în faţă dreapta) cu Max Horkheimer (stânga) și Jürgen Habermas (în spate dreapta) în Heidelberg, 1965

Theodor Ludwig Wiesengrund Adorno (n. 11 septembrie 1903, Frankfurt am Main, Imperiul German – d. 6 august 1969, Viège, Cantonul Valais, Elveția) a fost un filozof, sociolog, muzicolog și compozitor german. A fost membru al Școlii de la Frankfurt alături de Max Horkheimer, Walter Benjamin, Herbert Marcuse, Jürgen Habermas și alții. De asemenea a fost director muzical la Radio Project.

## Biografie

### Copilăria
S-a născut la Frankfurt, ca unicul fiu al lui Oscar Alexander Wiesengrund, comerciant de vinuri de origine evreiască și convertit la protestantism și al Mariei-Barbara, cântăreață franceză catolică.
În aceeași religie este botezat și micul Theodor.
Încă din copilărie manifestă talent pentru muzică.
Studiază pianul și ia lecții de la compozitorul Bernhard Sekles.

### Ani tinereții
Adorno a studiat filozofia, muzicologia, psihologie și sociologia la Universitatea din Frankfurt. A obținut doctoratul în 1924 cu o dizertație despre opera lui Edmund Husserl.
În perioada petrecută la Viena (1925-1926) a luat lecții de muzică de la muzicianul austriac Alban Berg.
Adorno a scris și studii de critică muzicală.

### Emigrarea în Marea Britanie și SUA
Fiind urmărit de naziști deoarece era considerat evreu, Adorno pleacă în 1934 în Marea Britanie, ca în 1938 să emigreze în SUA.

### Reîntoarcerea la Frankfurt
În 1949, după încheierea celui de-al Doilea Război Mondial, Adorno revine în ținuturile natale.

## Opera

### Idei dezvoltate
Theodor W. Adorno lansează critici asupra idealismului lui Hegel și împotriva existențialismului.
Critică de asemenea "cultura industrială" specifică capitalismului contemporan.
A elaborat conceptul de personalitate autoritară în psihologie.

### Scrieri
- Dialektik der Aufklärung (1944, în colaborare cu Max Horkheimer). Traduceri:
  - Dialectic of Enlightenment. Trans. John Cumming. New York: Continuum, 1973.
  - Dialectic of Enlightenment: Philosophical Fragments. Ed. Gunzelin Schmid Noerr, trans. Edmund Jephcott. Stanford, Cal.: Stanford University Press, 2002.
- Philosophie der neuen Musik (1949)
- The Authoritarian Personality (et al. 1950). New York: Harper.
- Minima Moralia (1951)
- Prismen. Kulturkritik und Gesellschaft (1955)
- Zur Metakritik der Erkenntnistheorie. Studien über Husserl und die phänomenologischen Antinomien (1956)
- Jargon der Eigentlichkeit (1964)
- Negative Dialektik (1966)
- Ästhetische Theorie (1970)

#### Traduceri în română
- Minima moralia, traducere din limba germană și prefață de Andrei Corbea, Editura Art, București, 1997;
- Dialectica Luminilor, traducere de Andrei Corbea, Polirom, Iași, 2012;
- Jargonul autenticității, traducere de Christian Ferencz-Flatz, Editura Tact, Cluj, 2015;
- Dialectica negativă, traducere de Christian Ferencz-Flatz, Editura Tact, Cluj, 2019.

## Adorno ca muzician
În 1925, la Viena, a luat lecțiile de teorie muzicală și de compoziție muzicală de la Alban Berg. Autor al mai multor lucrări - cântece, muzică instrumentală și corală, scrise într-o manieră apropiată de expresionism. În anii 1930. A plecat să compună (ultima compoziție completă - 6 piese pentru orchestră op. 4 - datată 1929). Principalul interpret și editor al lui Adorno pentru opere de pian este Maria Luisa López Vito.

## Monumentul Adorno din Frankfurt

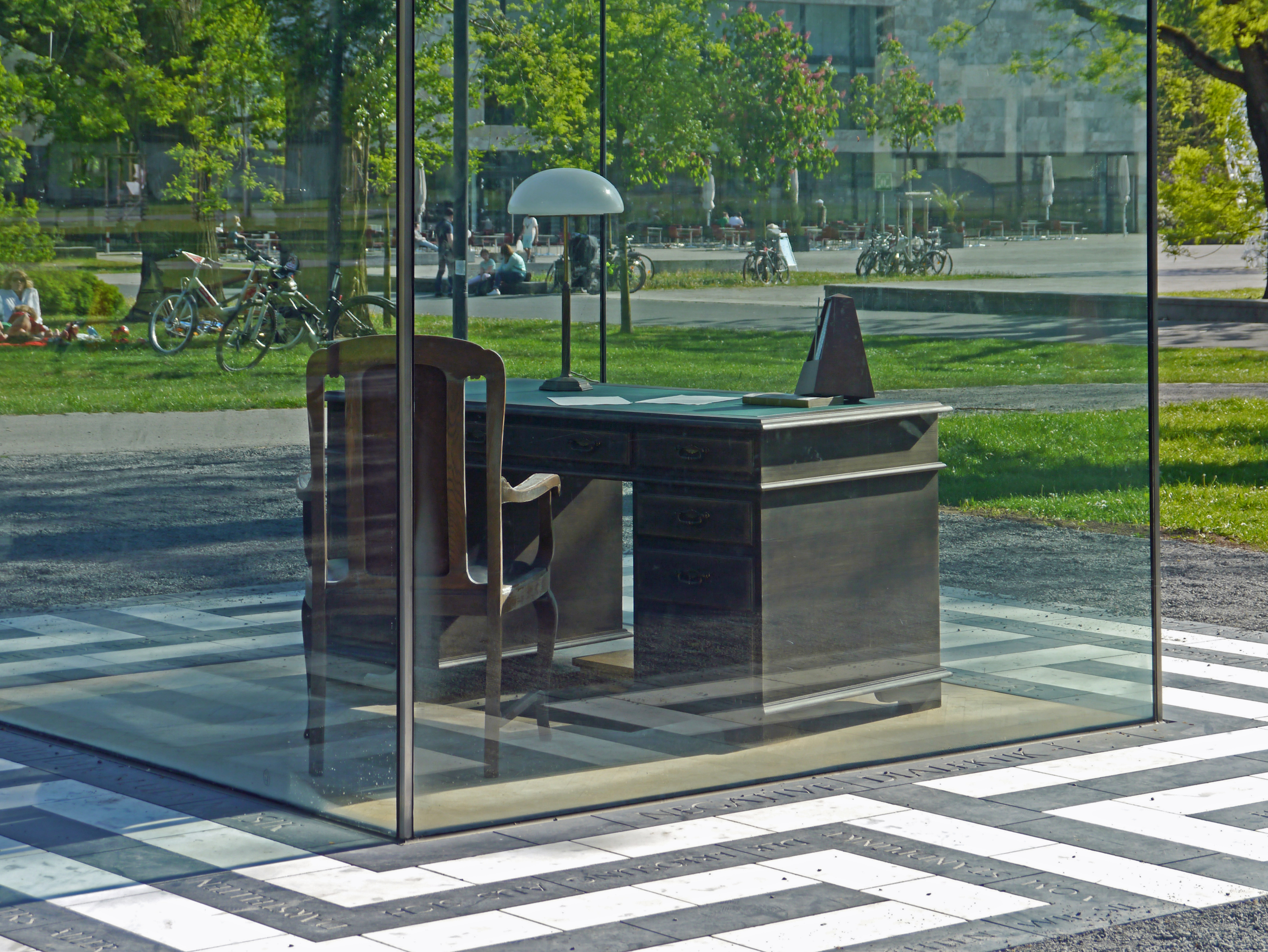
Monumentul Adorno din Frankfurt (2016)

În anul 2003 a fost inaugurat monumentul Adorno din Frankfurt, în apropiere de sediul de atunci al Universității Goethe, unde filosoful a desfășurat activități didactice și de cercetare. Monumentul este opera artistului Vadim Zaharov din Köln, care a câștigat un concurs internațional în acest sens. În anul 2016 monumentul a fost mutat în forma sa originală în dreptul actualului sediu al Universității Goethe din Frankfurt, în Piața Theodor W. Adorno (Theodor-W.-Adorno-Platz).